# Mbuna
MBuna “M´buna”, término que viene de “m´buna kumbwa” denominación que usan los indígenas para referirse a ellos en idioma Chitonga que es el más usado en la zona del lago Malawi, viene a significar “pez que golpea o raspa las rocas” dado por sus hábitos alimenticios de mordisquear las algas que nacen en ellas. Los Mbunas son un grupo de ciclidos que provienen de formaciones rocosas del lago Malawi en África.
Los Mbuna más comunes en la acuariofilia corresponden a los géneros Pseudotropheus, Melanochromis, Labeotropheus y Labidochromis. Cada uno se encuentra en su propio nicho dentro del lago. Cada parte del lago tiene su propia variedad de color.

## Galería de Mbunas

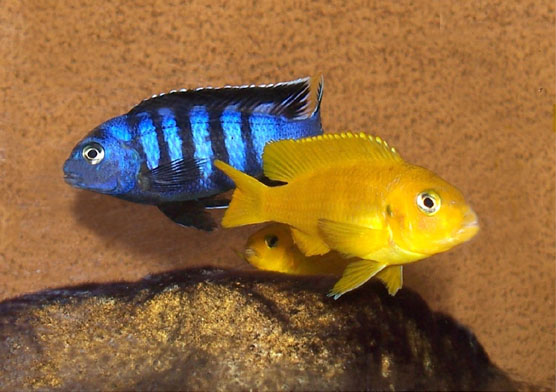
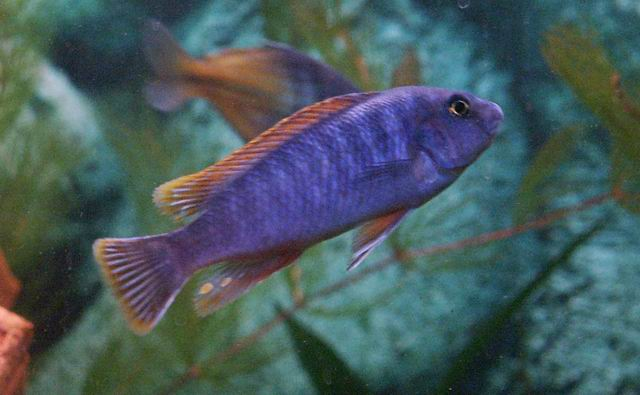
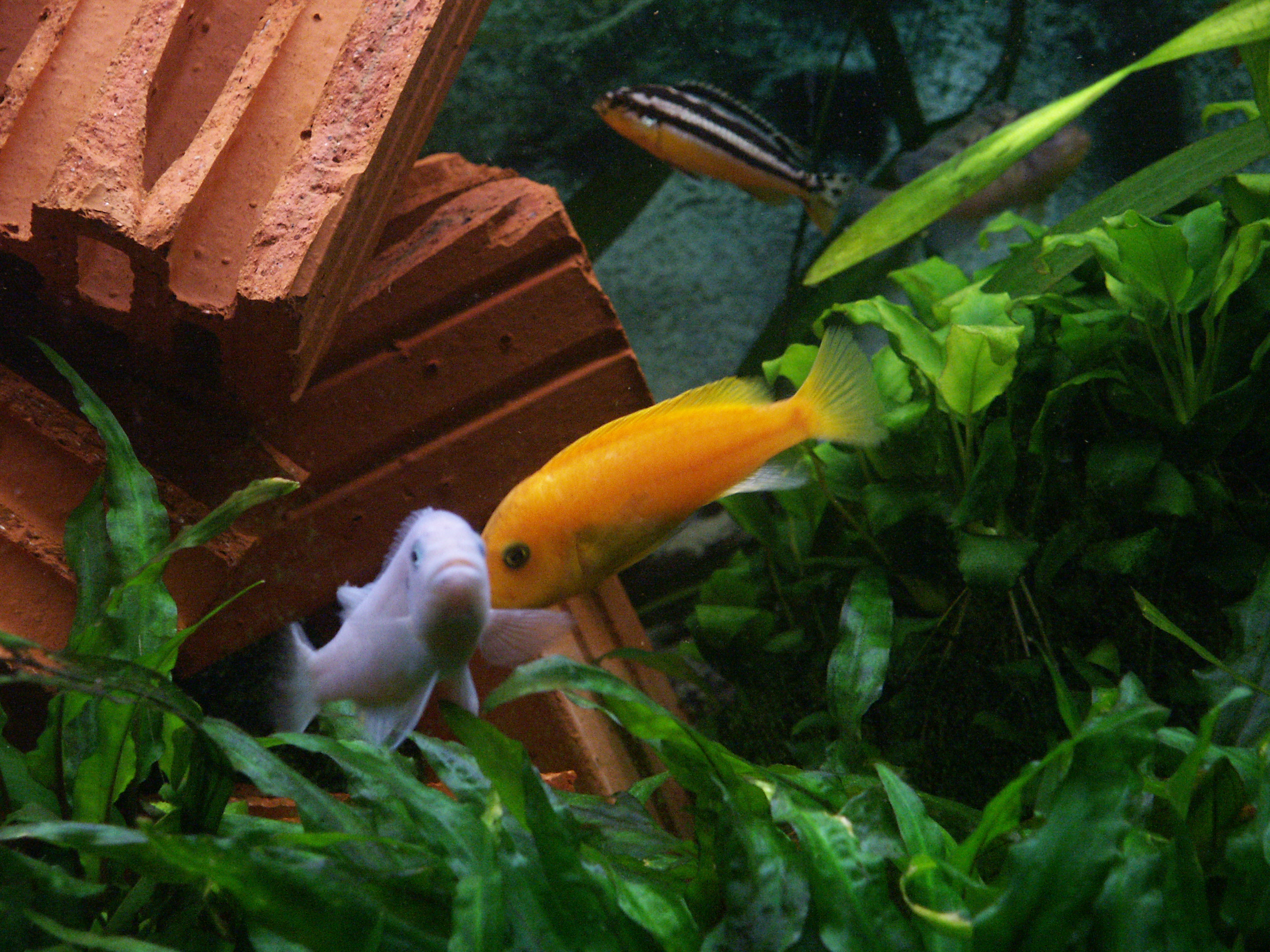
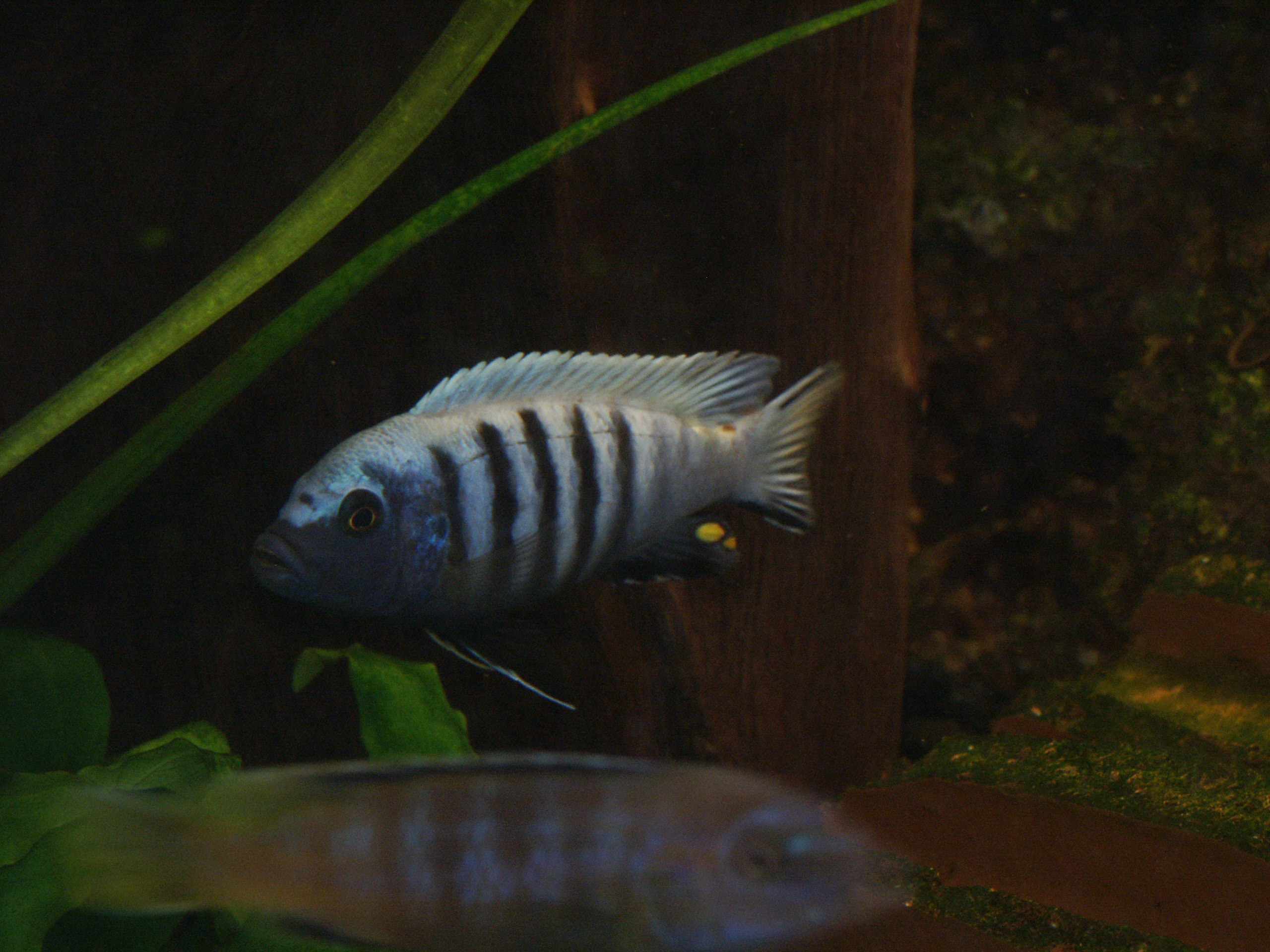
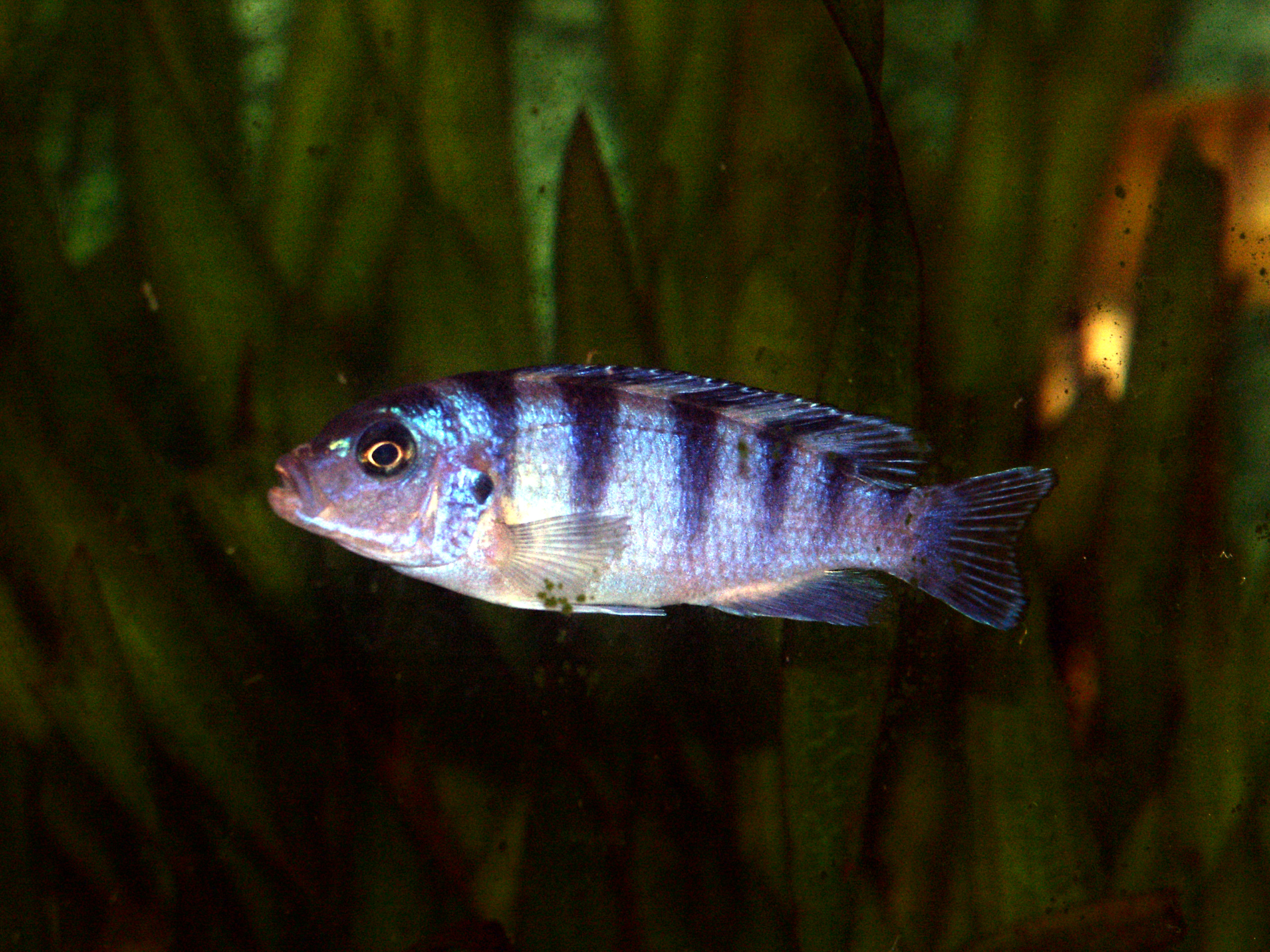
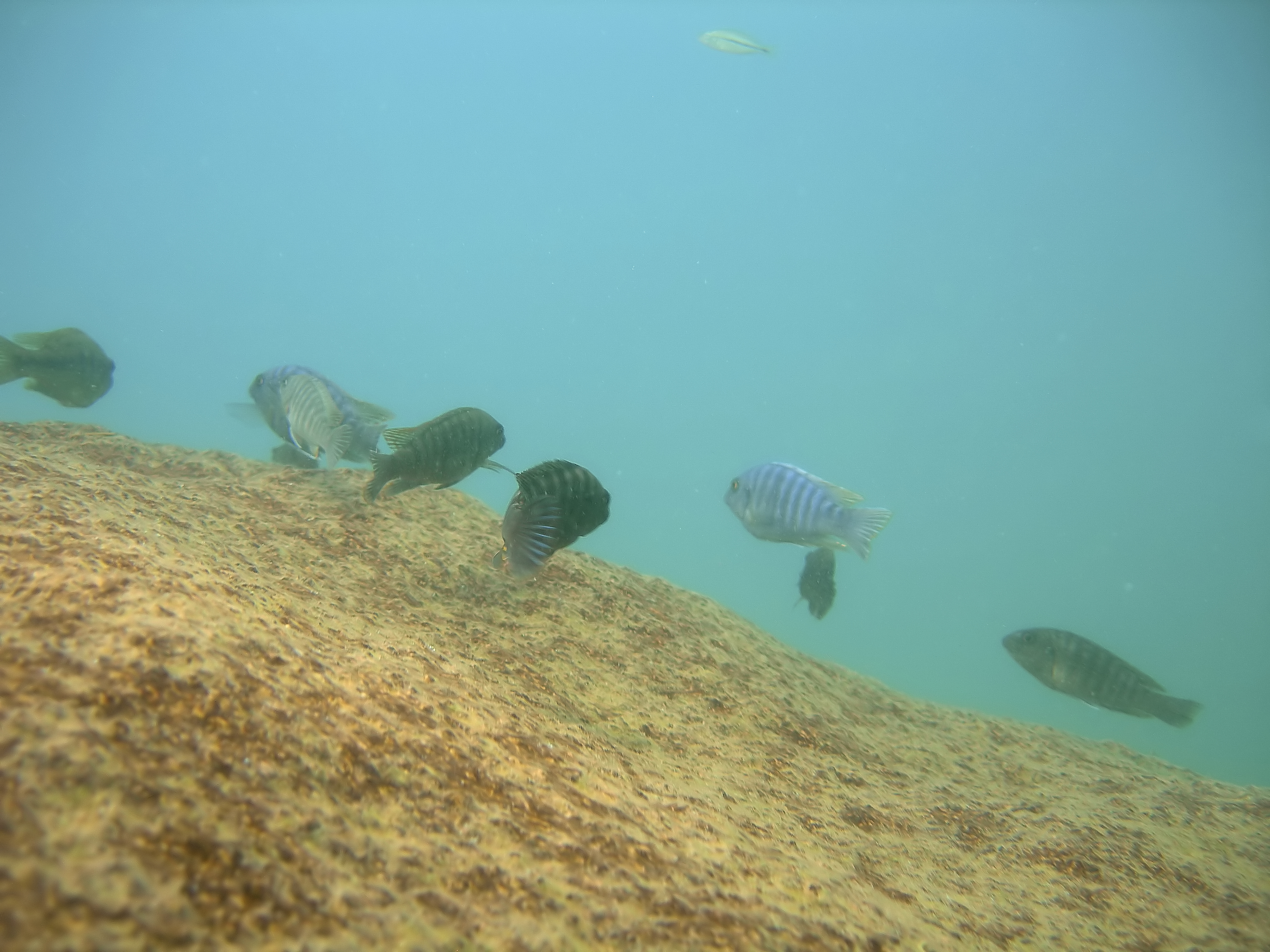
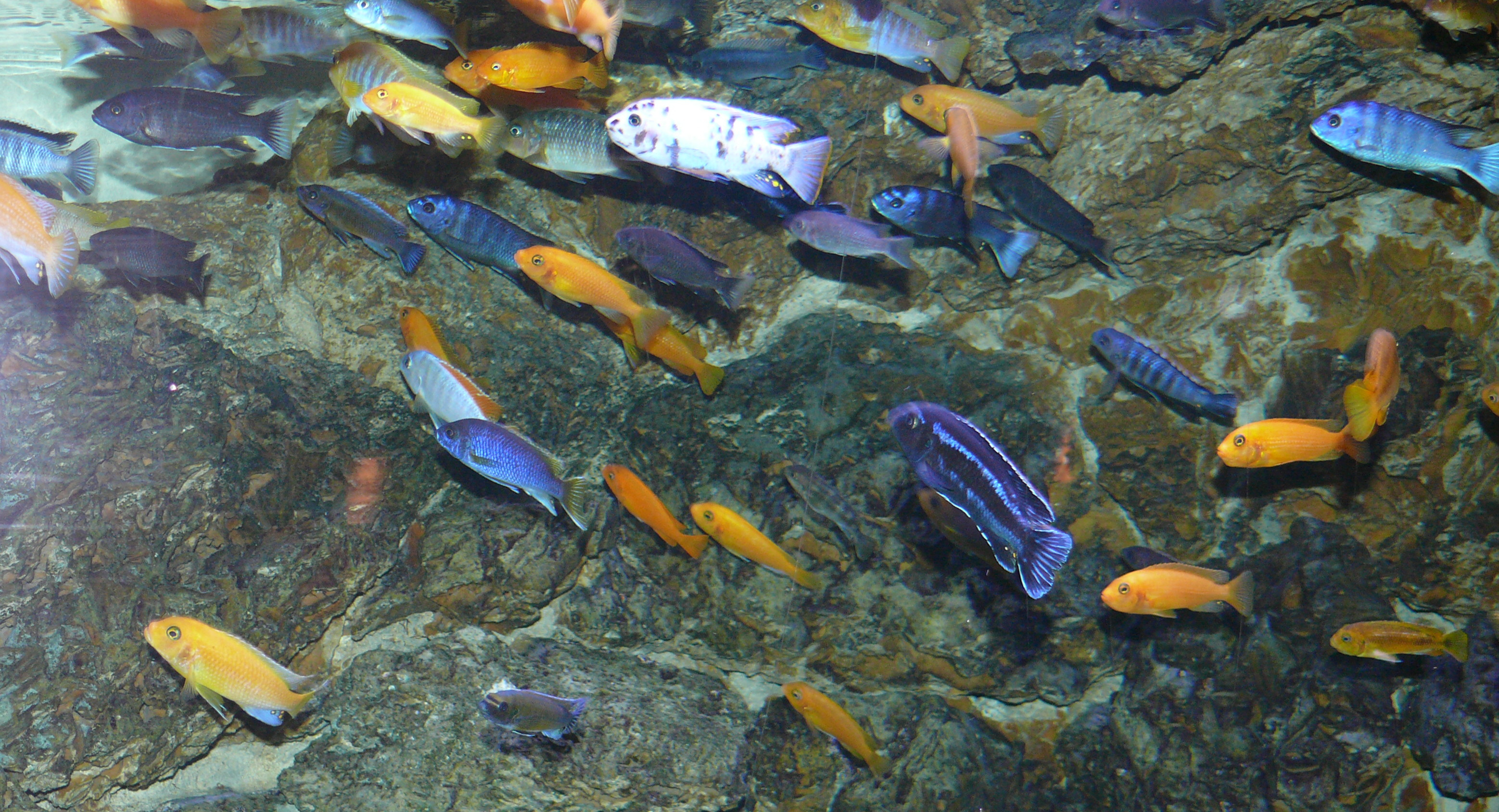
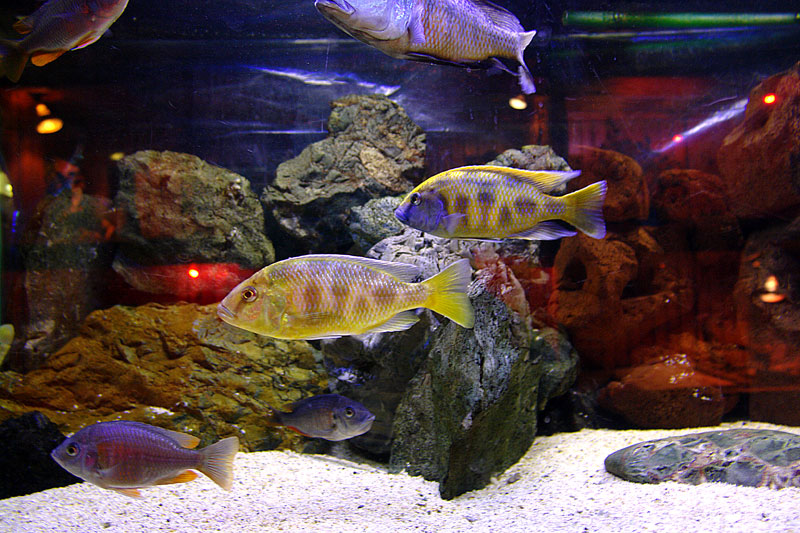